# Максимчук, Дмитрий Иванович
Дмитрий Иванович Максимчук (род. 20 апреля 1976, Ижевск, Удмуртская АССР, СССР) — российский футболист, полузащитник.
Профессиональную карьеру начал в 1992 году в команде второй российской лиги «Торпедо-УдГу» Ижевск. Вскоре после начала следующего сезона перешёл в команду первой лиги «Зенит» Ижевск. Клуб, заняв последнее место в зоне, вылетел в третью лигу, откуда с третьего места в 6 зоне вышел во вторую лигу, где Максимчук в 1995—1997 годах в 108 матчах забил 18 голов. В дальнейшем выступал за команды «КАМАЗ-Чаллы» Набережные Челны (1998, первый дивизион), «Газовик-Газпром» Ижевск (1999—2001, первый дивизион), «Иртыш» Омск (2002, второй дивизион), «Нефтехимик» Нижнекамск (2003, первый дивизион), «Металлург-Кузбасс» Новокузнецк (2004, первый дивизион), «Тобол» Курган (2005, второй дивизион). В 2006 году провёл две игры за любительский клуб «Нефтяник» Чернушка.